# Вибухи в Ірані (2023)
У ніч з 28 на 29 січня 2023 року три невпізнані безпілотники атакували фабрику боєприпасів в Ісфагані на тлі інших незрозумілих вибухів по всьому Ірану.

## Передумови
У 2020 році навколо іранських військових, ядерних і промислових об'єктів сталася низка вибухів і пожеж. У 2021 році Іран звинуватив Ізраїль у диверсії на своєму ключовому ядерному об'єкті в Натанзі та пообіцяв помститися. У липні 2022 року Іран заявив, що заарештував диверсійну групу з курдських бойовиків, які працювали на Ізраїль і планували підірвати важливий центр оборонної промисловості в Ісфахані.

## Вибухи
Завод з виробництва боєприпасів Міністерства оборони Ірану в Ісфахані в ніч з 28 на 29 січня 2023 року був атакований трьома безпілотниками. Стався вибух. Іранська влада заявила, що пошкодження будівель були незначними.
Тієї ж ночі сталася пожежа на нафтопереробному заводі в Тебрізі. The Wall Street Journal описав зв'язок між пожежею в Тебрізі та атакою в Ісфахані як неясний.
За даними Iran International, тієї ж ночі надійшли повідомлення про вибухи та пожежу в Кереджі.
Повідомлялося про вибух на нафтопереробному заводі в Азаршахрі.
Міністерство оборони Ірану заявило, що іранська ППО збила 3 безпілотники.
Того ж дня стався землетрус, що призвело до плутанини щодо того, чи були вражені цілі чи постраждали від землетрусу.

## Реакції
За словами анонімних офіційних осіб Сполучених Штатів і людей, знайомих з операцією, атаки були здійснені ізраїльськими силами, що Ізраїль не коментує.
The Jerusalem Post назвала напад «надзвичайним успіхом», перефразовуючи різні анонімні джерела, і заявила, що Іран применшує його значення.
Міністерство закордонних справ Російської Федерації засудило напад.
Радник президента України Михайло Подоляк написав у Твіттері: «Вибухова ніч в Ірані — виробництво безпілотників і ракет, нафтопереробні заводи. Україна вас попереджала». Через твіт Іран викликав тимчасового повіреного у справах України.
2 лютого 2023 року представник Ірану в ООН Амір Саїд Іравані заявив, що Іран вважає Ізраїль відповідальним за атаку на оборонний завод в Ісфагані.